# كنيسة حقل الرعاة

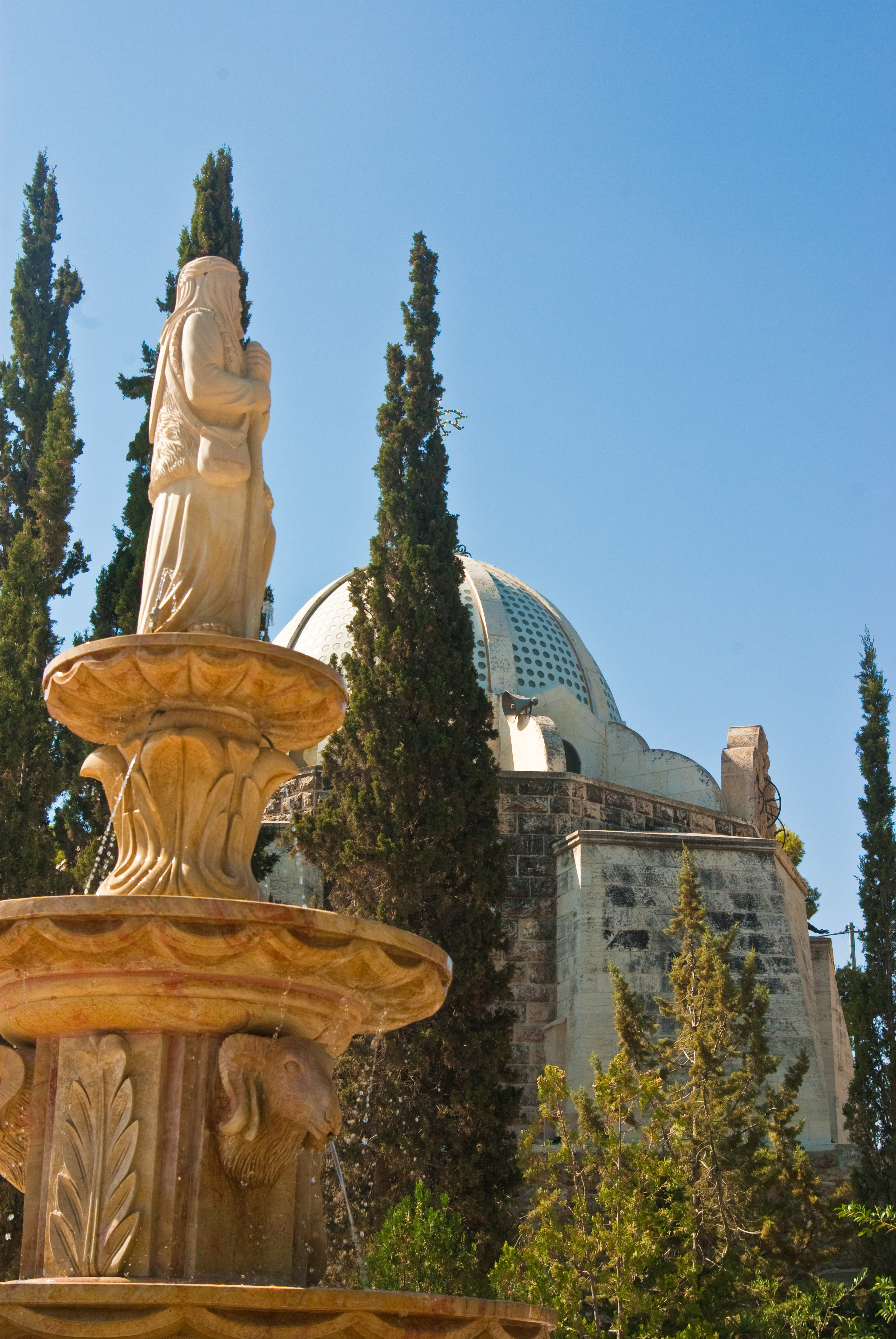
كنيسة حقل الرعاة.

كنيسة حقل الرعاة إحدى كنائس مدينة بيت ساحور في فلسطين، تأسست عام 1950 وهي تابعة للفرنسيسكان، هي عبارة عن مغارة بحوالي 20 درجة أسفل سطح الأرض، وحسب ما ورد في الإنجيل أنه في هذه المغارة كان هناك رعاة وهم أول من بشرهم الملائكة بميلاد المسيح حسب المعتقد المسيحي. صممها المهندس الإيطالي أنطونيو بارلوتسي على النحو التالي: الجزء العلوي من الكنيسة على شكل خيمة، والمذبح مدعوم بتماثيل برونزية للرعاة وهم ينظرون للأعلى، والضوء القادم من النافذة يمثل ضوء الملاك عند ظهوره للرعاة وتبشيرهم بمولد المسيح.
وفي العصور اللاحقة استُعمِلت هذه المغارة كأول كنيسة بالمنطقة التي كانت تعرف بسهل (بوعاز) نسبة لما ورد في التوراة، ولا زال سكان بيت ساحور حتى يومنا هذا يقيمون بها كل يوم أحد القداس الإلهي (بالرغم من وجود كنيسة أخرى بنيت عام 1896).

## التاريخ
عملت القديسة هيلانة عام 325 على تحويل المغارة من كهف طبيعي إلى كنيسة مكونة من سطح قببي وأرضية فسيفسائية، وهي من ضمن الكنائس القليلة المحتفظة ببعض بناء القديسة هيلانة الأصلي. كما يقال أن ثلاثة من الرعاة مدفونون في الجانب الغربي من الكنيسة ولا تزال قبورهم موجودة وعظامهم ظاهرة، وتشير الدراسات أنه من المؤكد بأن الإنسان قد سكن هذه التلة واستخدمها زمن يسوع، كما تم العثور في المغاور على آنية فخارية تعود إلى زمن هيرودس وقطع نقدية تعود إلى زمن أوائل الحكام الرومانيين والحرب اليهودية الأولى.
يقال أن القديسة بولا أقامت كنيسة في المكان في القرن الخامس إلا أن السامريون دمروها في ثورتهم عام 530، وأعاد الإمبراطور جوستنيان بناء الكنيسة إلى أن دمرها الفرس عام 614، ثم أعاد بنائها الإمبراطور هرقل عام 632، لكنها هُدّمت مجدداً. خلال الحكم الإسلامي في الفترة الواقعة بين عامي (638-1099) تم إعادة تعمير الدير وبناء أسوار له لتوفير ملجأ وحماية للرهبان، حتى القرن الحادي عشر عندما تم تدميره بالكامل من قِبل الصليبيين، وبقية الكهف لعدة سنوات كمزار للحجاج المسحيين حتى قرر بطريرك القدس بناء كنيسة كبيرة في الموقع التقليدي لكنيسة الرعاة تحت الأرض عام 1989، وأن تكون مباشرة مجاورة للكهف وليس فوقه.

## أسماء الدير
عرف الدير عبر القرون بعدة أسماء منها:
- المجد لله في الأعالي.
- برج عيدر.
- ممتلكات بوعز.
- ممتلكات الملك داوود.
- أرض يعقوب وراحيل.
- ممتلكات القديسين يواكيم وحنة.
- حقول العذراء مريم.

## معرض صور

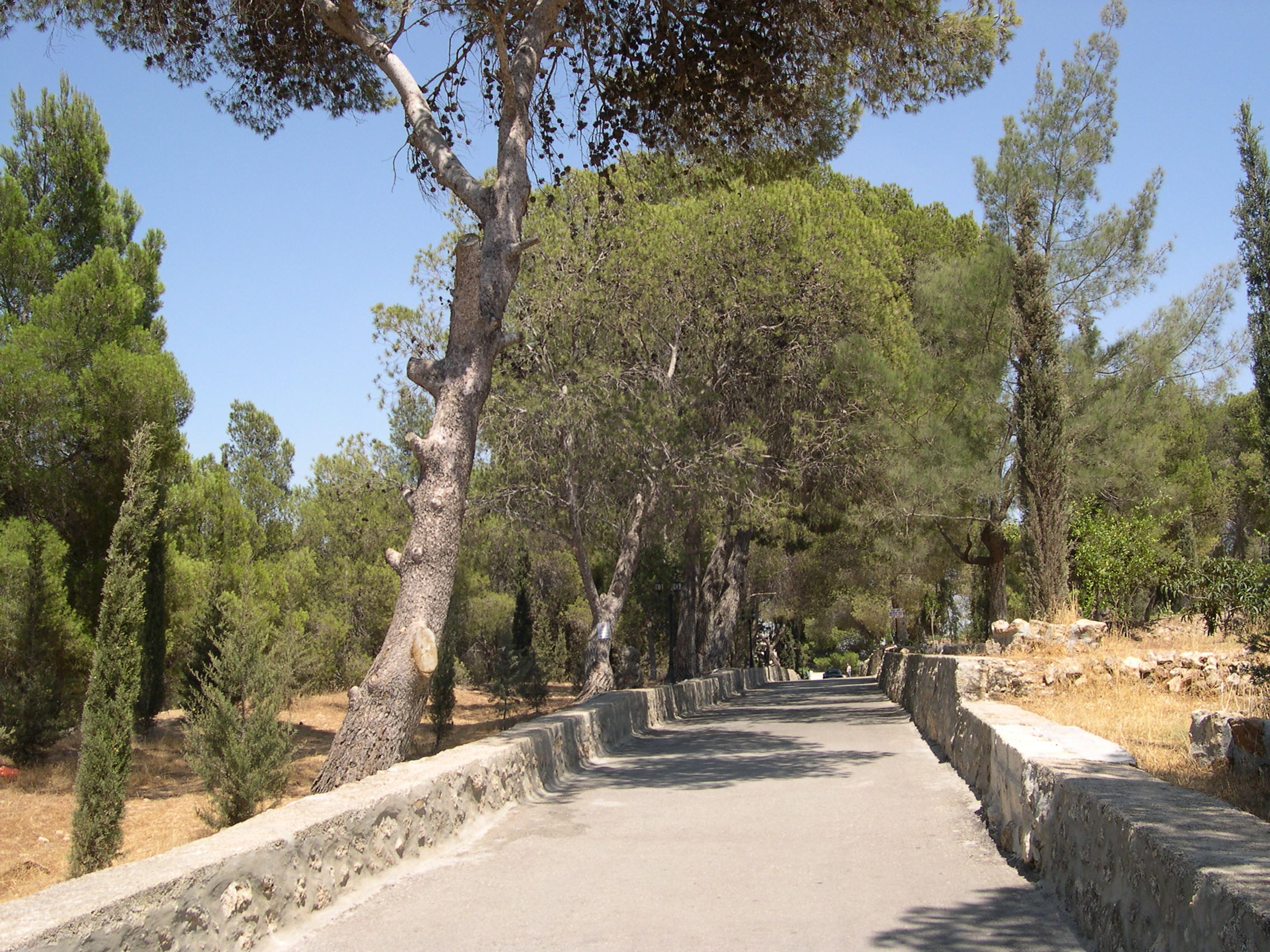
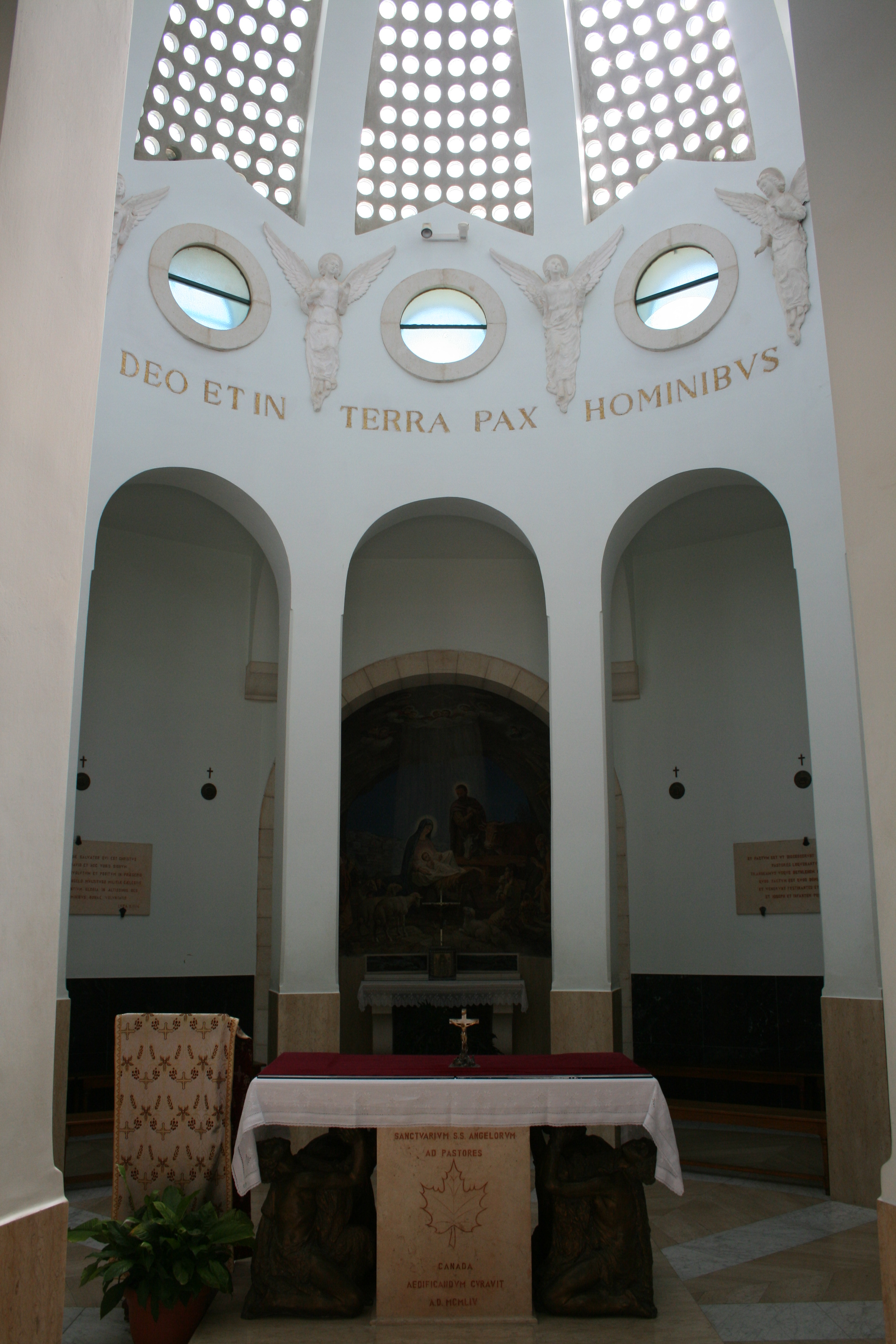
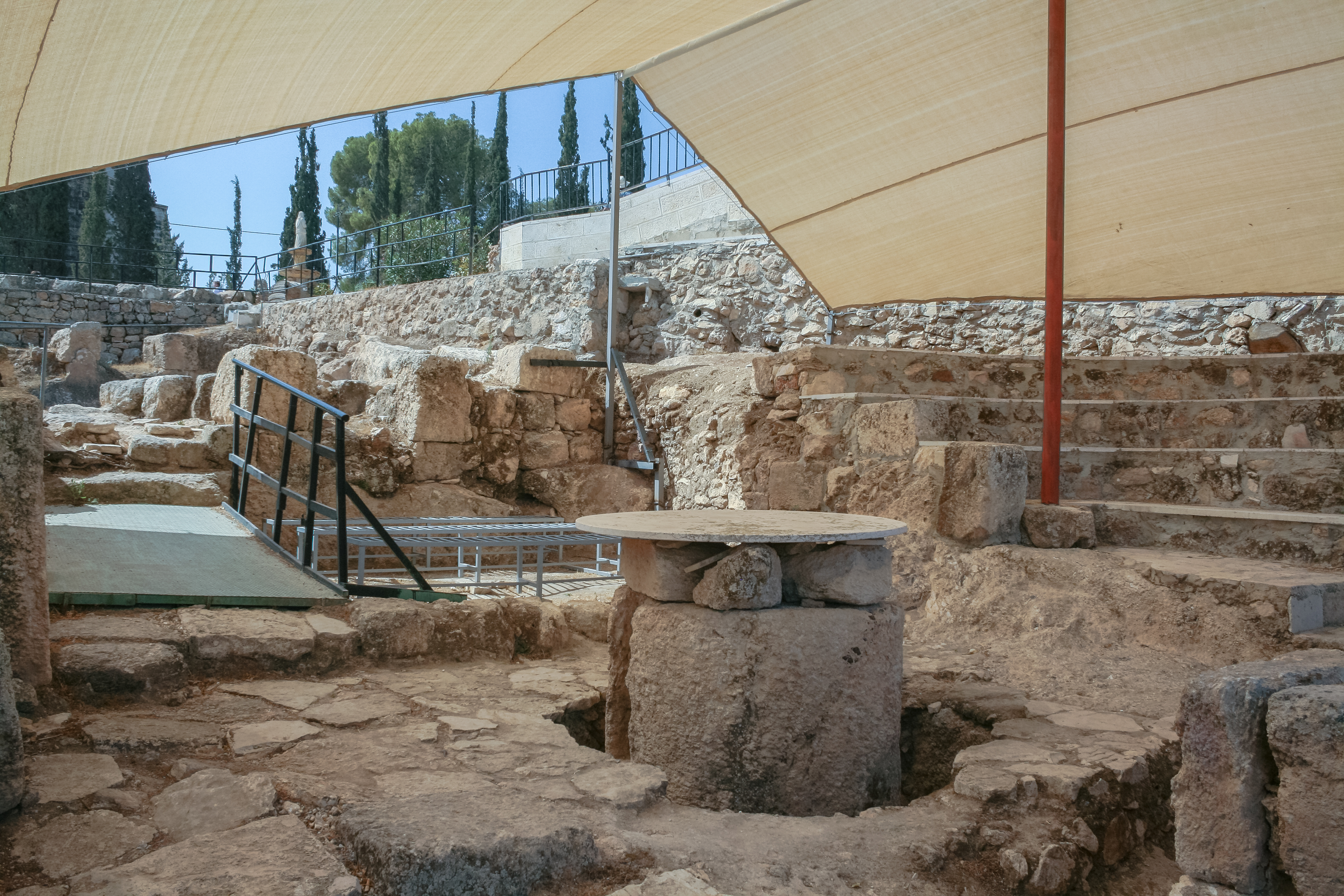